# Monas verden
Pour plus de détails, voir Fiche technique et Distribution.
Monas verden est un film danois réalisé par Jonas Elmer, sorti en 2001.

## Fiche technique
- Titre français : Monas verden
- Réalisation : Jonas Elmer
- Scénario : Nikolaj Peyk
- Pays d'origine : Danemark
- Genre : comédie
- Date de sortie : 2001

## Distribution
- Sidse Babett Knudsen : Mona
- Thomas Bo Larsen : Thorbjørn
- Mads Mikkelsen : Casper
- Klaus Bondam : Don J
- Bjarne Henriksen : Tommy
- Jesper Asholt : Chefen
- Bodil Udsen : Gudrun
- Nicolas Bro : Filmklipper